# Partido Alemán (1993)
El Partido Alemán (en alemán: Deutsche Partei, DP) es un partido político alemán. Se ve a sí mismo como el sucesor del extinto Deutsch-Hannoversche Partei y del Partido Alemán establecido en 1947, que hasta 1961 fue representado en el Bundestag.

## Historia
El extinto Partido Alemán había seguido existiendo como asociación, y se re-fundó como partido político en Kassel en mayo de 1993. Desde entonces trabajó con otros partidos derechistas como el liberal-nacional  Bund Freier Bürger (BFB). El nuevo partido fue dirigido por Johannes Freiherr von Campenhausen hasta el año 2001 cuando el expolítico del FDP y el BFB Heiner Kappel tomó su lugar. Tras la fusión en 2003 con el Freiheitliche Deutsche Volkspartei (FDVP), un partido ultraderechista  escindido de la Deutsche Volksunion en el estado de Sajonia-Anhalt, adoptó el nombre Die Freiheitlichen haciendo referencia al Partido de la Libertad de Austria y cambió su rumbo hacia una posición política más radical. Posteriormente adoptó nuevamente su nombre original.
Kappel fue depuesto de su cargo en enero de 2005 después de intentar llegar a un acuerdo de alianza electoral con Die Republikaner y la Unión Social Alemana. El partido fue investigado por las Oficinas para la Protección de la Constitución en Turingia y Baviera por ser considerado un partido de posibles tendencias de extrema derecha.
Desde 2007, el partido ya no está supervisado por el servicio de inteligencia. El DP actualmente se define como un partido conservador. Produce un periódico mensual, el Deutschland-Post.
El partido ha concentrado sus esfuerzos en obtener representación en los parlamentos de Baja Sajonia y Hesse, sin éxito. Actualmente no cuenta con ninguna representación en ningún tipo de nivel, exceptuando sólo un pequeño número de escaños locales en Sajonia-Anhalt.